# Thion
Thion ist sowohl eine Gemeinde (französisch commune rurale) als auch ein dasselbe Gebiet umfassendes Departement im westafrikanischen Staat Burkina Faso, in der Region Est und der Provinz Gnagna. Die Gemeinde hat in 34 Dörfern 23.038 Einwohner.